# 歐薩娜·雅布隆斯卡亞
歐薩娜·雅布隆斯卡亞（俄语：Оксана Михайловна Яблонская，1938年12月6日—）是一個20世紀60年代初以來活躍的國際的俄羅斯鋼琴家。

## 生平
她在蘇聯開始其職業生涯，雖然在西方贏得了一些重要的比賽，但是蘇聯政府拒絕讓她離開蘇聯。1977年，她移居到美國。《紐約時報》描述歐薩娜·雅布隆斯卡亞為“國際知名演奏家”和“美國最傑出的音樂人士之一”。